# James Wimshurst
James Wimshurst (ur. 13 kwietnia 1832, zm. 3 stycznia 1903) – angielski wynalazca, inżynier. 

## Życiorys
Uczył się w prywatnej szkole Steabonheath House w Londynie. Potem odbył praktykę w zakładach Thames Ironworks. W 1864 poślubił Clarę Tubb. Miał z nią dwóch synów i córkę. W 1865 przeniósł się do Liverpoolu, gdzie pracował w Liverpool Underwriters' Registry. W pracy naukowej zajmował się maszynami elektrycznymi.